# Cha cha cha (sång)
"Cha Cha Cha" är en finsk låt av Käärijä, som släpptes 17 januari 2023. Låten var Finlands bidrag till Eurovision Song Contest 2023 efter att ha vunnit Tävlingen för ny musik tidigare under 2023. Låten är skriven av Jere Pöyhönen (Käärijä), Johannes Naukkarinen, Aleksi Nurmi och Jukka Sorsa.
I Eurovision tävlade låten i första semifinalen den 9 maj 2023 och tog sig då direkt till final. I finalen slutade låten på andra plats med 526 poäng och fick flest av telefonrösterna, 376 poäng. Inför Eurovision-finalen i Liverpool kläddes bland annat statyerna vid Helsingfors centralstation i neongröna boleron som kännetecknade Käärijäs scenklädsel. Scenframträdandet i Eurovision är koreograferat av svenske dansaren Fredrik Rydman.
Låten är satir om finsk festkultur och berättar om berättarens känslor under en fest. Först anländer han till en bar, med avsikt att "rensa huvudet och befria hans sinne från rädsla." Till slut, några piña coladas senare, beger han sig till dansgolvet, effektivt fri från sin rädsla, och förklarar: "Den här världen skrämmer mig inte längre".